# Christina Eklund
Christina Eklund (ur. 19 stycznia 1970 w Charlottenbergu) – szwedzka biathlonistka. W Pucharze Świata zadebiutowała 17 stycznia 1991 roku w Ruhpolding, zajmując 41. miejsce w biegu indywidualnym. Pierwsze pucharowe punkty zdobyła dwa dni później w tej samej miejscowości, gdzie zajęła 25. miejsce w sprincie. Nigdy nie stanęła na podium zawodów indywidualnych, jednak 27 stycznia 1991 roku w Anterselvie wspólnie z Inger Björkbom i Mią Stadig zajęła trzecie miejsce w sztafecie. Najlepsze wyniki osiągnęła w sezonach 1990/1991 i 1992/1993, kiedy zajmowała 44. miejsce w klasyfikacji generalnej. W 1991 roku wystąpiła na mistrzostwach świata w Lahti, gdzie zajęła piąte miejsce w biegu drużynowym, 24. miejsce sprincie i dziesiąte w sztafecie. Podczas rozgrywanych dwa lata później mistrzostw świata w Borowcu zajęła 31. miejsce w biegu indywidualnym, dziewiąte w biegu drużynowym i sprincie oraz siódme w sztafecie. W 1992 roku wystartowała na igrzyskach olimpijskich w Albertville, gdzie uplasowała się na 57. pozycji w sprincie i szóstej w sztafecie. Brała też udział w igrzyskach w Lillehammer cztery lata później, zajmując 58. miejsce w biegu indywidualnym i 67. miejsce w sprincie.
Jej siostra bliźniaczka, Catarina Eklund, także była biathlonistką.

## Osiągnięcia

### Igrzyska olimpijskie
| Rok  | Miejscowość | Konkurencje | Konkurencje | Konkurencje | Konkurencje | Konkurencje | Konkurencje | Konkurencje |
| Rok  | Miejscowość | IN          | SP          | PU          | MS          | RL          | MR          | SR          |
| ---- | ----------- | ----------- | ----------- | ----------- | ----------- | ----------- | ----------- | ----------- |
| 1992 | Albertville | –           | 57.         | nd.         | nd.         | 6.          | nd.         | –           |
| 1994 | Lillehammer | 58.         | 67.         | nd.         | nd.         | –           | nd.         | –           |

### Mistrzostwa świata
| Rok  | Miejscowość | Konkurencje | Konkurencje | Konkurencje | Konkurencje | Konkurencje | Konkurencje | Konkurencje |
| Rok  | Miejscowość | IN          | SP          | PU          | MS          | RL          | MR          | SR          |
| ---- | ----------- | ----------- | ----------- | ----------- | ----------- | ----------- | ----------- | ----------- |
| 1991 | Lahti       | –           | 24.         | –           | nd.         | 10.         | nd.         | –           |
| 1993 | Borowec     | 31.         | 9.          | nd.         | nd.         | 7.          | nd.         | –           |

### Puchar Świata

#### Miejsca w klasyfikacji generalnej
| Sezon     | Miejsce |
| --------- | ------- |
| 1990/1991 | 44.     |
| 1991/1992 | -       |
| 1992/1993 | 44.     |
| 1993/1994 | -       |
| 1994/1995 | -       |